# Chauffourt
Chauffourt település Franciaországban, Haute-Marne megyében. Lakosainak száma 181 fő (2022. január 1.). Chauffourt Frécourt, Val-de-Meuse, Poinson-lès-Nogent, Sarrey, Bonnecourt és Dampierre községekkel határos.

## Népesség
A település népességének változása:
| Lakosok száma | 248  | 234  | 229  | 212  | 203  | 205  | 204  | 189  | 182  | 181  |
|               | 1968 | 1982 | 1990 | 2006 | 2013 | 2015 | 2017 | 2019 | 2020 | 2022 |